# Titan Media
Titan Media ist ein Studio für pornografische, schwule Inhalte mit Sitz in San Francisco, das 1995 von dem Regisseur und Kameramann Bruce Cam und Robert Kirsch (1961–2001) gegründet wurde und einer der weltweit größten Produzenten von schwulen Inhalten. Titan gehört der Muttergesellschaft Io Group, Inc. Das Studio hat mehrere Preise für schwule pornografische Filme gewonnen.

## Geschichte
Titan Media wurde 1995 von Bruce Cam und Robert Kirsch gegründet, um „Safer-Sex zu erotisieren und eine positive schwule Sexualität mit einem breiten Spektrum an Männern in der Natur darzustellen“. Folglich wird in alle produzierten Filme ausschließlich Safer-Sex praktiziert, das Unternehmen dreht keine Bareback-Szenen. Im Jahr 2001 brachte das Unternehmen eine Produktlinie im mittleren Preissegment unter der Marke ManPlay auf den Markt und lancierte eine Reihe von Produkten mit jüngeren Männern unter dem Label TitanMen Fresh. Im Jahr 2005 erwarb Titan das ehemalige schwule Pornofilmstudio MSR und hat deren alten Videos auf DVD wiederveröffentlicht.
2005 brachte Titan Media einen Film mit dem Titel Cirque Noir mit Buck Angel in der Hauptrolle heraus, in dem zum ersten Mal ein Transmann in einem rein männlichen Film zu sehen war, der von einem auf Schwulenporno spezialisierten Unternehmen produziert wurde. Die Entscheidung, Buck Angel in einer Szene zu besetzen, wurde als „wegweisende Rolle“ in der Darstellung von Transmännern in Schwulenpornos gepriesen, „deren Ausmaß nicht unterschätzt werden kann“.
Im Jahr 2008 sprach sich Titan Medina gegen einen Gesetzentwurf von Charles Calderon zur Erhöhung der kalifornischen Pornosteuer auf 25 % aus. Im Jahr 2011 schlossen sich Falcon Studios, Raging Stallion und Titan Media mit dem Anti-Piraterie-Unternehmen Porn Guardian zusammen.

## Rechtsangelegenheiten
Im November 2003 reichte die Io-Gruppe eine Klage gegen Larry Flynt Publications wegen angeblicher Urheberrechtsverletzung ein. Sie behauptete, dass 220 Fotos von Titan Media auf der LFP-eigenen Webseite StudClub veröffentlicht worden seien.
Im Dezember 2003 bat das Unternehmen die Filesharing-Website Kazaa, Nutzern das Herunterladen von 1.400 seiner Filme zu untersagen. Titan behauptete, dass Kazaas Eigentümer Sharman Networks die Möglichkeit besitze, die Aktivitäten im Netzwerk durch auf den Computern der Nutzer installierte „Spyware“ zu überwachen, und dass es diese Möglichkeit nutzen könne, um seinen Nutzern das Herunterladen seiner Filme zu untersagen. Im Januar 2004 beschwerte sich Titan in einem Schreiben an den Justizausschuss des Senats darüber, dass Kazaa sich geweigert habe, zu kooperieren. Kazaa hatte 2003 vor einem Senatsausschuss erklärt, dass es seine Inhaltsfilter verbessern werde, um den Benutzern zu helfen, anstößiges Material zu vermeiden.
Im Jahr 2007 forderte Titan Schadensersatz in Höhe von 2,7 Millionen US-Dollar für Urheberrechtsverletzungen und andere mutmaßliche Verstöße gegen GayForIt, eine Video-Hosting-Website.
Im März 2010 reichten Channel 1 Releasing, Corbin Fisher Entertainment und Titan Media/Io Group eine Klage in Höhe von 29 Millionen US-Dollar gegen die beiden Betreiber von drei pornografischen Websites wegen der angeblichen Urheberrechtsverletzung in mehr als 200 Fällen, ein.
Im Frühjahr 2010 gewann Titan Media ein Versäumnisurteil in Höhe von 1,35 Millionen Dollar gegen Antelope Media, die MonsterCockTube.com betreibt. Die US-Bezirksrichterin Maxine Chesney erließ das Urteil, nachdem die Angeklagten keinen Einspruch eingelegt hatten. MonsterCockTube.com bleibt im Besitz von Antelope Media. Es wurden keine weiteren gerichtlichen Schritte gegen Antelope Media unternommen.
Im Jahr 2011 wurde ihr Anti-Piraterie-Antrag von Richterin Susan Illston abgelehnt.

## Filmregisseure

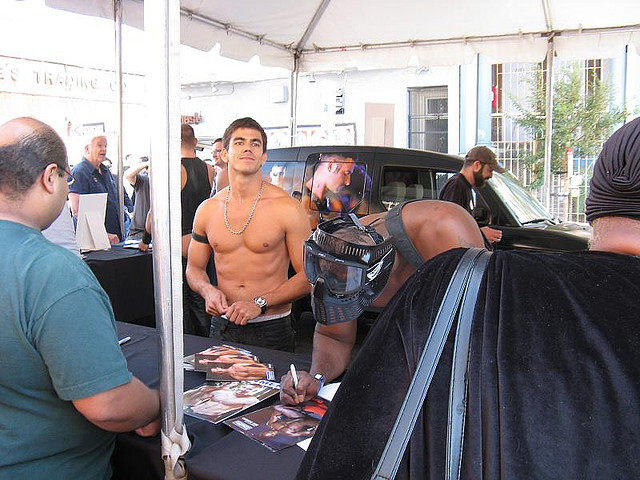
Darsteller von Titan Media auf der Folsom Fair in 2009.

- Bruce Cam[12]
- Harold Creg[13]
- Ray Dragon
- Joe Gage
- Brett Hunt
- Jason MarkDarsteller von Titan Media auf der Folsom Fair in 2009.
- Brian Mills
- Paul Wilde

## Exklusive Darsteller
Scotch Inkom, Philippe Ferro, Dario Beck, Jessy Ares, Dillon Buck, Tony Buff, Dean Flynn, Alex Baresi, Marco Blaze, David Anthony, JR Matthews, Christopher Saint, Will Parker, Tibor Wolfe und Chad Manning.

## Auszeichnungen und Nominierungen
- 2010: Best Newcomer (European Union)-Alex Marte (HustlaBall Award)
- 2009: Best Fetish Film (Grabby Award); GLBT Studio of the Year (XBIZ Award)
- 2008: ManNet's 12th Annual Best 100 Videos of The Year[19]; Best Videography & Maleflixxx VOD People’s Choice Award (Grabby Awards)
- 2008: XBIZ Award: GLBT Studio of the Year[20]
- 2009: XBIZ Award: GLBT Studio of the Year[20]
- 2010: XBIZ Award: Gay Studio of the Year[20]
- 2011: XBIZ Award: Gay Studio of the Year and Gay Director of the Year (Joe Gage)[20]
- 2012: XBIZ Award: Gay Studio of the Year[21]
- 2013: XBIZ Award: Gay Movie of the Year for Incubus Parts 1 & 2 and Gay Director of the Year (Joe Gage)[22]